# 岩田剛典
岩田 剛典（いわた たかのり、1989年3月6日 - ）は、日本のダンサー、俳優、歌手。三代目 J SOUL BROTHERS from EXILE TRIBEのメンバー。EXILEの元メンバー。愛称は、岩ちゃん（がんちゃん）。
愛知県名古屋市出身。身長174cm、血液型B型。所属事務所はLDH JAPAN。レーベルはVirgin Music。

## 略歴
名古屋市立陽明小学校卒業後、中学受験合格により母親とともに上京。慶應義塾普通部、慶應義塾高等学校、慶應義塾大学法学部政治学科卒業。
高校3年の時、映画『RIZE』に影響を受けKRUMPを始める。大学ではダンスサークルDancing Crew JADEに所属する（後に第22代部長を務めた）。また、KRUMPをきっかけにNAOKIや日本のKRUMPの第一人者のJUN aka Twiggzと出会い、Boi Twiggzの名でTwiggz Famのメンバーとして活動する。
大学4年の2010年7月、NAOKIから三代目J Soul Brothersのパフォーマーオーディションの誘いを受け参加。同年9月18日、『EXILE LIVE TOUR 2010 FANTASY』兵庫公演のリハーサル時に、EXILE HIROから三代目J Soul Brothersのメンバー決定が告げられた。これにより、ある企業に就職が内定していたが辞退。親は芸能界に入ることを反対したという。11月21日に開催されたKRUMPの全国大会「KING OF BUCK」で優勝。KRUMPの創始者Tight Eyezらに認められSTREET KINGDOM JAPANのメンバーとなる。
2011年3月に大学を卒業。同年のドラマ『ろくでなしBLUES』にて俳優活動を開始。2014年4月27日「EXILE PERFORMER BATTLE AUDITION」に合格しEXILEに加入。2021年9月15日にシングル「korekara」で歌手デビュー。
2023年からEXILEの活動に参加しておらず、『EXILE LIVE 2023 in TAIPEI』『EXILE LIVE TOUR 2025 "WHAT IS EXILE"』も不参加だった。理由は不明。2025年6月5日に三代目 J SOUL BROTHERSならびに個人の活動に専念するためEXILEとしての活動を終了すると発表し、脱退した。

## 人物
- 兄が1人いる[23]。家業は創立100年の革靴メーカー「マドラス」[23][24]。2021年からマドラス社のシューズブランド『NERD MIND』のクリエイティブディレクターに就任した[25]。
- 中学時代はバスケットボール部と空手部に所属していた[2]。高校時代はラクロス部に所属していた[2]。大学時代に「ミスター慶應コンテスト2009」でファイナリストとなった[26]。就職活動ではテレビ局のアナウンサー試験を受けるなど、様々な会社にエントリーシートを提出していた[27]。
- I Don't Like Mondays.のボーカルYUは幼馴染である[28]。

## 参加グループ
- 三代目 J SOUL BROTHERS from EXILE TRIBE（2010年11月10日 - ）
- EXILE（2014年4月27日 - 2025年6月5日）
- THE Sharehappi from 三代目 J Soul Brothers from EXILE TRIBE（2015年 - 2017年）

## 出演

### テレビドラマ
- ろくでなしBLUES 第7話・第10話（2011年8月17日・9月7日、日本テレビ）
- ディア・シスター（2014年10月16日 - 12月18日、フジテレビ） - 櫻庭永人（ハチ） 役
- 戦力外捜査官 SPECIAL（2015年3月21日、日本テレビ）
- ワイルド・ヒーローズ（2015年4月19日 - 6月21日、日本テレビ） - 佐伯春太郎（チョコ） 役
- HiGH&LOW〜THE STORY OF S.W.O.R.D.〜（2015年10月22日 - 12月24日、日本テレビ） - 緋野盾兵（コブラ） 役
  - HiGH&LOW Season2（2016年4月24日 - 6月26日）
- ナイトヒーロー NAOTO （2016年5月、テレビ東京） - エンディングダンス[29]
- 砂の塔〜知りすぎた隣人（2016年10月14日 - 12月16日、TBS） - 生方航平 役[30]
- 世にも奇妙な物語'17秋の特別編「運命探知機」（2017年10月14日、フジテレビ） - 主演・和泉涼平 役[31]
- 崖っぷちホテル!（2018年4月15日 - 6月17日、日本テレビ） - 主演・宇海直哉 役[32]
- 炎上弁護人（2018年12月15日、NHK総合） - 馬場明 役 [33]
- シャーロック（2019年10月7日 - 12月16日、フジテレビ） - 若宮潤一 役[34]
  - シャーロック 特別編（2019年12月23日）
- コールドケース3 〜真実の扉〜 第3話（2020年12月19日、WOWOW） - 城本光晴 役
- プロミス・シンデレラ（2021年7月13日 - 9月14日、TBS） - 片岡成吾 役[35]
- 浅見光彦シリーズ (テレビ東京のテレビドラマ)（テレビ東京） - 主演・浅見光彦 役[36]
  - 内田康夫サスペンス 浅見光彦 軽井沢殺人事件（2022年2月28日）
  - 内田康夫サスペンス 浅見光彦 源氏物語殺人事件（2022年12月12日）[37]
- ほんとにあった怖い話 夏の特別編2022「謝罪」（2022年8月20日、フジテレビ） - 主演・福本光生 役[38]
- 一橋桐子の犯罪日記（2022年10月8日 - 11月5日、NHK総合）- 久遠樹 役[39]
- あなたがしてくれなくても（2023年4月13日 - 6月22日、フジテレビ） - 新名誠 役[40]
  - あなたがしてくれなくても 特別編（2023年6月29日）[41]
- 誰も知らない明石家さんま「笑いに魂を売った男たち」（2023年11月26日、日本テレビ） - 主演・明石家さんま 役[42]
- アンチヒーロー（2024年4月14日 - 6月16日、TBS） - 緋山啓太 役[43][44]
- 連続テレビ小説 虎に翼（2024年4月19日 - 6月6日、NHK総合） - 花岡悟 役[45]
- フォレスト（2025年1月12日 - 3月2日、朝日放送テレビ・テレビ朝日） - 主演・一ノ瀬純 役（比嘉愛未とW主演）[46]
- DOCTOR PRICE（2025年7月6日 - 、読売テレビ・日本テレビ） - 主演・鳴木金成 役[47]
- シミュレーション 〜昭和16年夏の敗戦〜（2025年8月16日・17日、NHK総合） - 村井和正 役[48]

### 配信ドラマ
- Re:名も無き世界のエンドロール〜Half a year later〜（2021年1月29日、dTV） - 主演・キダ 役[49]
- 金魚妻（2022年2月14日配信、Netflix） - 豊田春斗 役[50]

### 映画
- クローズEXPLODE（2014年4月12日） - 柴田浩樹 役
- 植物図鑑 運命の恋、ひろいました（2016年6月4日） - 主演・日下部樹 役（高畑充希とW主演）[51]
- ROAD TO HiGH&LOW（2016年5月7日） - コブラ 役
  - HiGH&LOW THE MOVIE（2016年7月16日）
  - HiGH&LOW THE RED RAIN（2016年10月8日）
  - HiGH&LOW THE MOVIE 2 / END OF SKY（2017年8月19日）
  - HiGH&LOW THE MOVIE 3 / FINAL MISSION（2017年11月11日）
- 去年の冬、きみと別れ（2018年3月10日）- 主演・耶雲恭介 役[52]
- Vision（2018年6月） - 鈴 役[53]
- パーフェクトワールド 君といる奇跡（2018年10月5日） - 主演・鮎川樹 役（杉咲花とW主演）[54]
- 町田くんの世界（2019年6月7日） - 氷室雄 役[55]
- AI崩壊（2020年1月31日） - 桜庭誠 役[56]
- 空に住む（2020年10月23日） - 時戸森則 役 [57]
- 新解釈・三國志（2020年12月11日） - 趙雲 役 [58]
- 名も無き世界のエンドロール（2021年1月29日） - 主演・キダ 役[59]
- ウェディング・ハイ（2022年3月12日） - 八代裕也 役[60]
- 死刑にいたる病（2022年5月6日） - 金山一輝 役[61]
- バスカヴィル家の犬 シャーロック劇場版（2022年6月17日） - 若宮潤一 役[62]
- 聖☆おにいさん THE MOVIE〜ホーリーメン VS 悪魔軍団〜（2024年12月20日） - ミカエル 役[63]
- パリピ孔明 THE MOVIE（2025年4月25日） - 岩田剛典（本人） 役[64]
- 金髪（2025年11月21日公開予定） - 主演・市川 役[65][66]

### 短編映画
- CINEMA FIGHTERS「SWAN SONG」（2018年） - 主演・アサヒ 役
- ウタモノガタリ-CINEMA FIGHTERS project-「ファンキー」（2018年） - 主演・純司 役

### 配信映画
- 映画館にいく日（2020年9月9日、Hulu） - カメオ出演[67]
- 赤ずきん、旅の途中で死体と出会う。（2023年9月14日 - 、Netflix） - 王子様 役[68]

### 舞台
- 劇団EXILE「あたっくNo.1」（2013年8月 - 9月） - 古瀬繁道中尉 役
- ムッシュ!（2013年10月 - 11月） - 戸崎栄志 役

### オーディオドラマ
- BATMAN 葬られた真実（2022年、Spotify） - リドラー／エドワード・ニグマ 役[69]

### アニメ
- 『HiGH&LOW g-sword』アニメーションDVD付き特装版 フラッシュアニメ（2017年） - コブラ 役

### 吹き替え
- ジュラシック・ワールド/復活の大地（2025年） - ヘンリー・ルーミス博士 役（ジョナサン・ベイリー）[70]

### 配信番組
- LOVE POWER KINGDOM 〜恋愛強者選挙〜（2025年2月 - 4月、ABEMA） - スタジオMC[71]

### テレビ番組
- 超越ハピネス（2025年4月 - 、NHK Eテレ） - MC[72]

### ラジオ
- 岩田剛典 サステナ*デイズ supported by 日本製紙クレシア（2024年4月 - 、TOKYO FM）

### ミュージックビデオ
- HONEST BOYZ 「TOKYO DIP feat. PHARRELL WILLIAMS」（2018年） - カメオ出演[73]

### CM
- サマンサティアラ ジュエリー（2014年 - 2016年）[74] [75]
- ABC-MART（2014年）[76]
- 江崎グリコ「ポッキー」（2015年 - 2018年）[77]
- サントリー「ザ・モルツ」（2015年 - 2016年）[78]
- 洋服の青山（2016年 - 2018年）[79]
- ソフトバンク「スポナビライブ」（2016年）[80]
- 日清食品「カップヌードル」（2018年）[81]
- 24/7ワークアウト（2018年 - 2019年）[82]
- ディップ「バイトルNEXT」（2018年 - 2019年、2023年 - 2024年）[83][84][85]
- 味の素AGF「ブレンディ®スティック」（2018年 - 2023年）[86]
- UHA味覚糖「コロロ」（2018年 - 2020年）[87]
- コーセー「雪肌精 SAVE the BLUE」（2018年 - 2019年） - アンバサダー[88]
- キリンビール「本麒麟」（2019年）[89]
- NTTドコモ（2019年）[90]
- 吉野家（2020年 - 2022年）[91]
- 関西電力（2021年 - 2025年）[92][93]
- アリナミン製薬「ベンザブロック」（2022年 - 2024年）[94]
- MAISON BLOOM「FADRIC HOTEL」（2024年）[95]
- LINEヤフー「LINE ポコポコ」（2024年）[96]

### その他
- 第43回東京モーターショー2013 サポーターファミリー「車家の人々」（2013年） - 長男・車剛典 役[97]
- 幻冬舎文庫 20周年記念フェアキャラクター（2016年）[98]
- 映画「ダンケルク」アンバサダー（2017年）[99]
- ルイ・ヴィトン アンバサダー（2019年 - ）[100]
- 小説『永遠の仮眠』カバーモデル（2021年、新潮社）[101]
- モエ アンペリアル DESIGN BY AMBUSH フレンズ アンバサダー（2021年）[102]
- モエ・エ・シャンドン フレンズ オブ ザ ハウス（2022年）[103]
- 愛知トヨタ 企業サポーター（2023年）[104]
- スキンケアブランド「FFAS」アンバサダー（2023年）[105]
- サントリー食品インターナショナル「ペプシ〈生〉 BIG ZERO LEMON」WEB CM（2024年 - 2025年）[106]
- 日本ラクロス公式アンバサダー（2025年）[107]
- はるやま NEW BIZ WEAR ブランドアンバサダー（2025年）[108]
- 日本旅行業協会 海外旅行アンバサダー（2025年）[109]

## 作品
順位はオリコン週間ランキングの最高位

### シングル
|   | 発売日        | タイトル     | 順位 |
| - | ------------- | ------------ | ---- |
| 1 | 2021年9月15日 | Korekara     | 2位  |
| 2 | 2025年2月12日 | Phone Number | 1位  |
| 3 | 2025年8月6日  | TORICO       |      |

### 配信シングル
| 配信日        | タイトル       |
| ------------- | -------------- |
| 2023年4月7日  | BREAK THE LAW  |
| 2023年11月6日 | モノクロの世界 |
| 2024年2月20日 | MVP            |

### アルバム
|   | 発売日         | タイトル          | 順位 |
| - | -------------- | ----------------- | ---- |
| 1 | 2022年10月12日 | The Chocolate Box | 2位  |
| 2 | 2024年3月6日   | ARTLESS           | 3位  |

### 映像作品
|   | 発売日        | タイトル                                          | 順位 |
| - | ------------- | ------------------------------------------------- | ---- |
| 1 | 2023年4月19日 | Takanori Iwata LIVE TOUR 2022 "THE CHOCOLATE BOX" | 3位  |
| 2 | 2024年9月4日  | Takanori Iwata LIVE TOUR 2024 "ARTLESS"           | 2位  |

### タイアップ
| 曲名             | タイアップ                                                          |
| ---------------- | ------------------------------------------------------------------- |
| Rain Drop        | 関西電力「選ぶなら電気もガスも関西電力におまかせ」篇 CMソング       |
| Ready?           | テレビ朝日系『Break out』9月度オープニング・トラック                |
| Ready?           | 関西電力「エコキュート」篇 CMソング                                 |
| Only One For Me  | フジテレビ系『Love music』10月度オープニングテーマ                  |
| Only One For Me  | 関西電力「引越し祝い篇」篇 CMソング                                 |
| Can’t Get Enough | 関西電力「どうしても伝えたい男篇」篇 CMソング                       |
| Honest           | 関西電力「ガスも関西電力におまかせ」篇 CMソング                     |
| 螺旋の軌跡       | 福岡市科学館『動くゴッホ展 福岡会場イメージソング』                 |
| MVP              | ペプシ「ペプシ＜生＞BIG ZERO LEMON」タイアップソング                |
| Phone Number     | TBS系 王様のブランチ 2月度エンディングテーマ                        |
| Step to the Moon | はるやまNEW BIZ WEAR「サーモグラフィー」編、「スイッチ」編 CMソング |
| TORICO           | 「JATA海外旅行プロモーション もっと！海外へ」 Web CMソング          |

## 書籍

### 写真集
- G 岩田剛典 三代目J Soul Brothers from EXILE TRIBE（2014年3月6日、ギャンビットパブリッシング）ISBN 978-4907462017
- AZZURRO（2016年11月11日、幻冬舎）[116]特別限定版 ISBN 978-4344030008、通常版 ISBN 978-4344030015
- 『HiGH＆LOW THE PHOTOGRAPHY』 COBLA（コブラ）SIDE ／TAKANORI IWATA（岩田剛典）SIDE （2017年）[117]
- Spin（2019年8月2日、講談社）ISBN 978-4065170380[118]
- Layer〜Evolution from Spin and to the future〜（2021年11月29日、講談社）ISBN 978-4-06-526445-4

### 雑誌連載
- ELLE japon「ASK! がんちゃん 岩田剛典のお悩み相談室」（2020年7月号 - 2022年2月号、ハースト婦人画報社）[119]

## プロデュース
- ソロプロジェクト「Be My guest」（2021年 - ）[120]
- マドラス「NERD MIND」クリエイティブディレクター（2021年 - ）[121]
- ブランド「GOD ONLY KNOWS」（2024年 - ）[122]

## 受賞
2016年度
- 第41回報知映画賞・新人賞『植物図鑑 運命の恋、ひろいました』[123]
- 第40回日本アカデミー賞[124]
  - 新人俳優賞
  - 話題賞 俳優部門『植物図鑑 運命の恋、ひろいました』[125]
- 第26回日本映画批評家大賞・新人男優賞『植物図鑑 運命の恋、ひろいました』

2018年度
- 第31回日刊スポーツ映画大賞・石原裕次郎賞・石原裕次郎新人賞『去年の冬、きみと別れ』『Vision』『パーフェクトワールド 君といる奇跡』[5][126]

2022年度
- MTV Video Music Awards Japan 2022 特別賞「MTV Dance the World Award」[127]
- 第51回ベストドレッサー賞 芸能・スポーツ部門[128]